# Phaedrus
Phaedrus (Caius Iulius Phaedrus) sau Fedru (c. 15 î.Hr. - c. 50 d.Hr.) a fost un poet latin de origine tracă.
Este considerat cel mai important fabulist latin.
Prin fabulele sale, imitate după Esop, a satirizat societatea epocii respective.
Este remarcabilă varietatea tonurilor, de la epigramă până la dramă sau meditație morală, analiza psihologică a sentimentelor și eleganța versului.